# Nguyễn Phúc Miên Trữ
Nguyễn Phúc Miên Trữ (chữ Hán: 阮福綿宁; 11 tháng 7 năm 1820 – 20 tháng 8 năm 1890), tước phong Tuân Quốc công (遵國公), là một hoàng tử con vua Minh Mạng nhà Nguyễn trong lịch sử Việt Nam.

## Tiểu sử
Hoàng tử Miên Trữ sinh ngày 2 tháng 6 (âm lịch) năm Canh Thìn (1820), là con trai thứ 13 của vua Minh Mạng, mẹ là Cửu giai Tài nhân Đinh Thị Nghĩa. Lúc còn là hoàng tử, ông theo học kinh sử, có học hạnh.
Năm Minh Mạng thứ 20 (1839), vua cho triệu 7 hoàng tử chưa phong tước vào chầu, trong đó có Miên Trữ, sai làm thơ ngay trước mặt để vua xem học lực. Các hoàng tử Miên Tể, Miên Bật, Miên Vũ, Miên Thủ lời thơ thông ý đều được gia thưởng; Miên Tích làm thơ chưa hợp cách, cũng châm chước cho qua; còn Miên Thần và Miên Trữ đều bỏ giấy trắng, bị phạt 3 tháng lương. Vua truyền chỉ quở mắng các thầy giảng tập của các hoàng tử, bắt từ nay phải chú tâm dạy dỗ, nếu các hoàng tử không được công trạng gì sẽ bị nghị tội không tha.
Năm Minh Mạng thứ 21 (1840), vua cho đúc các con thú bằng vàng để ban thưởng cho các hoàng thân anh em, các hoàng tử công và hoàng tử chưa được phong tước. Hoàng tử Miên Trữ được ban cho một con kỳ lân bằng vàng nặng 6 lạng 5 đồng cân.
Năm Thiệu Trị thứ 3 (1843), ông được vua anh là phong làm Tùng Hóa Quận công (從化郡公).
Năm Tự Đức thứ 9 (1856), quận công Miên Trữ cho rằng số lương bình thường chỉ đủ dùng, không có thừa, xin lĩnh trước số lương năm sau để làm nhà thờ cho mẹ đẻ là bà Tài nhân Đinh thị. Vua y cho, bảo rằng: “Từ sau không được bắt chước thế mà xin nhảm, khiến cho năm này năm khác đều đủ dùng, không đến nỗi năm trước thừa năm sau thiếu là được”.
Năm Tự Đức thứ 20 (1867), sứ thần nước Pháp vào triều, quận công Miên Trữ và quận công Miên Dần đứng hầu vua nhưng phạm lỗi nghi tiết. Vua xuống dụ khiển trách, hai ông đều bị phạt một năm lương.
Năm Tự Đức thứ 31 (1878), nhân tiết Ngũ tuần đại khánh của vua Tự Đức (mừng vua thọ 50 tuổi), vua thấy ông tuổi đã cao mà nhiều lần phái sung việc hành lễ, cũng ít khi vắng lười, chuẩn ban ơn tấn phong làm Tuân Quốc công (遵國公). Năm Kiến Phúc thứ nhất (1883), quốc công Miên Trữ được lãnh chức Tả tôn nhân Tôn Nhân phủ.
Đồng Khánh năm thứ 3 (1887), đình thần xin tấn phong cho mẹ đẻ của vua Đồng Khánh là bà Bùi Thị Thanh làm Vương phi. Quốc công Miên Trữ cùng quốc công Miên Tuấn xem tờ sớ rồi bàn riêng, Miên Trữ nói: “Từ xưa tới nay chưa có phủ thiếp được phong vương phi”, Miên Tuấn nói: “Việc ấy là phép cấm của đời Hán, Tống”. Quan Khoa đạo đem việc ấy tâu lên vua. Đình thần luận tội, đều cho hai ông phải bị cách mất tước phong, thu hồi mũ áo sách phong, cho về nhàn tản. Vua thuận theo, gia ơn cấp lương cho hai ông theo tước Huyện công để không phải gặp cảnh bần cùng.
Sau đó ông có lòng oán vọng, cùng với Tịnh Bình (nguyên là Tư vụ phủ Tôn nhân) lúc rượu say buông lời chê bai việc triều chính, bộ Hình bàn xử giảo giam hậu. Đình thần nghị tội ông phải bị phạt 100 trượng, đày đi 3000 dặm, do phủ Thừa Thiên giam cấm, nhưng nghĩ ông tuổi già xin vua gia ân cho. Vua thấy ông đã tuổi đã cao không còn sống mấy nữa, gia ân chuẩn chiếu theo lệ của tước Kỳ ngoại hầu cấp lương cho, nhưng lệnh cho phủ Tôn Nhân phải thường khuyên răn ông và con cháu để biết hối lỗi.
Năm 1889, dưới thời vua Thành Thái, hai ông Miên Trữ và Miên Tuấn đều được phục lại nguyên tước.
Ngày 6 tháng 7 (âm lịch) năm Canh Dần (1890), quốc công Miên Trữ qua đời, thọ 71 tuổi, thụy là Cung Mục (恭睦). Mộ của ông được táng tại An Cựu (thuộc Hương Thủy, Thừa Thiên - Huế), còn phủ thờ được dựng ở Đông Trì thuộc huyện Hương Trà.
Quốc công Miên Trữ có 13 con trai và 8 con gái. Ông được ban cho bộ chữ Trúc (竹) để đặt tên cho các con cháu trong phòng. Con trai thứ 12 của ông là công tử Hồng Toán được tập phong làm Hương hầu (鄉侯).